# Spin the Bottle: Bumpie's Party
Spin the Bottle: Bumpie's Party è un videogioco third-party scaricabile dall'eShop del Wii U al prezzo di € 7 (in Italia).

## Modalità di gioco
I giocatori devono risolvere degli eventi. Innanzitutto si gira una bottiglia su una ruota per scoprire con chi si è accoppiati. Insieme si dovrà portare a termine o risolvere un evento. Se l'evento termina riuscito il giocatore riceverà un punto evento, se invece l'evento termina non riuscito il giocatore non riceverà nessun punto evento. Vince chi riesce a portare a termine tre eventi in una partita.

## Minigiochi
Quando questo gioco è stato proposto sull'eShop del Wii U, i minigiochi di Spin the Bottle: Bumpie's Party erano 17. NapNok Games a gennaio 2014 ha inserito espansioni gratuite di minigiochi. A giugno 2014 ne sono state aggiunte ancora altre.

## Accoglienza
- Gamerankings: 76,86%
- Metacritic: 76%
- Multiplayer.it: 8/10
- Nintendo Life: 7/10

Spin the Bottle: Bumpie's Party è stato proclamato come uno dei migliori videogiochi third-party scaricabili dall'eShop per Wii U. Infatti la maggior parte del pubblico l'ha definito semplice, ma molto divertente e adatto a tutta la famiglia. Ha ricevuto un 76% da Metacritic definendolo un gioco molto semplice, divertente adatto a tutta la famiglia ma ha criticato il fatto che il gioco come lingua avesse solo l'inglese. Multiplayer.it gli ha dato una valutazione di 8/10.